# Julio Grondona
Julio Humberto Grondona, né le 18 septembre 1931   à Avellaneda (Argentine) et mort le 30 juillet 2014 à Buenos Aires, fut président de la Fédération d'Argentine de football (Asociación del Fútbol Argentino (es) AFA) et vice-président de la FIFA.
Il fonde le club de l'« Arsenal FC » le 11 janvier 1957 avec d'autres dirigeants. C'est toujours le nom officiel du club aujourd'hui, mais afin d'éviter la confusion avec le club londonien homonyme d'Arsenal FC, le club argentin est connu sous le nom d'« Arsenal de Sarandi ».
Dirigeant ce club de 1957 à 1976, Julio Grondona est ensuite président du Club Atlético Independiente jusqu'en 1981. En 1979, au lendemain du sacre de l'équipe d'Argentine de football lauréate de sa première Coupe du monde organisée à la maison, il devient président de l'Asociación del Fútbol Argentino ((es) AFA), poste qu'il occupe jusqu'à sa mort. Il cumule la charge de vice-président de la FIFA, avec la gestion de la présidence de la Commission des Finances de cette entité.
Son nom est donné au stade de l'Arsenal Fútbol Club.